# Manuel Jurado Rumbea
Manuel Antonio Jurado Rumbea (Guayaquil, 13 de junio de 1856 - 7 de diciembre de 1942) fue un periodista y Miembro del Centro de Investigaciones Históricas. 

## Biografía
Hijo del Coronel Manuel Antonio Jurado Icaza, guayaquileño, propietario de la balandra, La Avanzada, con casa en Malecón e Illingworth, Gobernador de Esmeraldas en 1885 durante la presidencia de Caamaño, funcionario de los regímenes progresistas, fallecido en Guayaquil en 1905 a causa de una mala medicación con estricnina y Manuela Rumbea Plaza, que murió poco después, del corazón. Ambos guayaquileños.
El tercero de una larga familia compuesta de nueve hijos (dos hombres y siete mujeres) una de las cuales murió en la niñez. Aprendió las primeras letras con preceptores y cursó varios años de estudio en la escuela de Tomás Martínez, especializándose en Comercio. 
Desde 1920 colaboró con artículos para el semanario “La Carcajada” de Próspero Salcedo Mac Dowal utilizando el pseudónimo de “Mefistófeles.” En 1922 vivía en una casa propia en Las Peñas. El 25 comenzó una serie de artículos históricos en El Telégrafo que primero firmó como “Manfredo” y luego como Roland de la Pletiere” y que pronto le hicieron conocido en el ámbito cultural guayaquileño. 
En 1926 laboró por tres años en la Dirección General de Aduanas. En 1928 pasó a la Dirección de la Biblioteca Pedagógica de la Dirección General de Estudios del Guayas donde se mantuvo hasta su muerte. El 29 colaboró en “El Heraldo” de Efraín Camacho Santos firmando con sus iniciales M.A.J.R.
En 1930 figuró entre los Miembros fundadores del Centro de Investigaciones Históricas de Guayaquil con el ilustre bibliógrafo guayaquileño Dr. Carlos A. Rolando, quien era su gran amigo al igual que Bolívar Monroy Garaycoa y Carlos Matamoros Jara y fue electo Vicepresidente de la entidad.
En 1940 fue electo miembro del Círculo de Periodistas del Guayas. El 41 sintió como el que más la tragedia ecuatoriana con la provincia de El Oro ocupada por el ejército peruano y a través de la prensa escribió sobre temas patrióticos. Muy decaído pasó el resto del año. En noviembre empezó a tener problemas serios y hubo necesidad de colocarle una sonda. El 1 de Diciembre fue operado en la Clínica Arreaga Gómez y a pesar de que la intervención fue exitosa, le sobrevino una hemorragia y falleció el día 7 de 85 años de edad. El velatorio se realizó en casa de su hijo José Antonio en la calle Luque.

### Artículos
En el Boletín del Centro de Investigaciones publicó varios escritos: 
- El Capitán General Ignacio de Veintimilla,[3]
- Biblioteca Nacional de Guayaquil.[4]
- Islas Desaparecidas,[5]
- El General Cornelio E. Vernaza y Carbo,[6]
- Olmedo y el Archivo General de Miranda.[7]